# Iosif Blaga
Iosif Blaga (n. 1 iulie 1864, Lancrăm, comitatul Sibiu, Imperiul Austriac – d. 2 iunie 1937, Brașov, România) a fost un profesor, apoi director al Școalelor centrale române greco-ortodoxe din Brașov, publicist, teolog, deputat în Marea Adunare Națională de la Alba Iulia, organismul legislativ reprezentativ al „tuturor românilor din Transilvania, Banat și Țara Ungurească”, cel care a adoptat hotărârea privind Unirea Transilvaniei cu România, la 1 decembrie 1918.:p. 41

## Biografie
Iosif Blaga s-a născut la 1 iulie 1864 în Lancrăm, comitatul Sibiu, Imperiul Austriac. A frecventat cursurile gimnaziului evanghelic din Sebeșul Săsesc și ale liceului romano-catolic din Alba Iulia între 1876-1884, unde și-a luat bacalaureatul în anul 1884. A studiat apoi teologia la seminarul teologic ortodox român din Sibiu între anii 1884-1887. Din toamna aceluiași an, 1887, a urmat cursurile Facultății de Litere și Filosofie a Universității din Budapesta, obținând doctoratul în filosofie cu teza „Problema atenției din punct de vedere psihologic și pedagogic” în 1891.

## Viața și activitatea

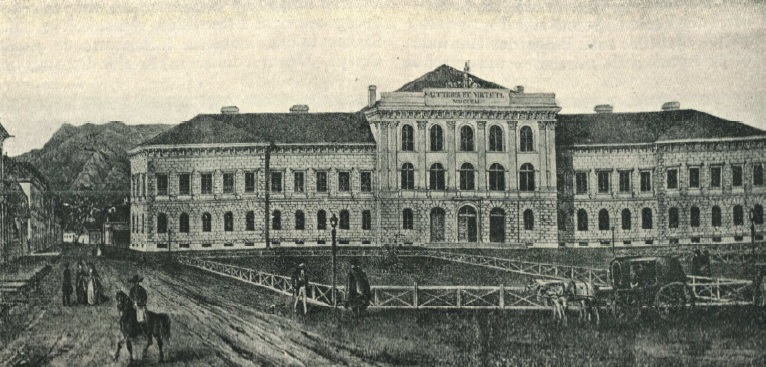
Școalele Centrale Române greco-ortodoxe din Brașov

După terminarea studiilor, din toamna anului 1891 a fost angajat ca profesor la Școalele Centrale Române greco-ortodoxe din Brașov, unde a predat istoria și limba română  ca specialități principale și limba latină ca specialitate secundară, fiind calificat și pentru a preda psihologia, logica, limba maghiară și geografia. A fost profesor până în anul 1915, când, după moartea lui Virgil Onițiu, a fost ales director în unanimitate.
Iosif Blaga a fost membru în comitetul Societății pentru crearea unui fond de teatru român, iar din 1901 până în 1912, a fost secretarul societății, redactând Anuarele societății, numerele V-XV, unde a publicat dările de seamă despre mișcarea teatrală de amatori a românilor din Transilvania.
În timpul  Primului Război Mondial, odată cu retragerea trupelor române din Brașov din octombrie 1916, Iosif Blaga a părăsit orașul împreună cu alți zece profesori, plecați în pribegie. Ei toți au fost destituiți din funcții de mitropolitul Vasile Mangra, Blaga fiind înlocuit la conducerea Școlilor Centrale cu Gheorghe Chelariu.
După ocuparea Bucureștiului de către armatele Puterilor Centrale, Iosif Blaga a călătorit în Suedia, Norvegia și Franța în perioada anilor 1916-1919, promovând peste tot cauza Transilvaniei. În Suedia, la Stockholm, a luat parte la un comitet de presă organizat de Legația României, care a publicat știri la zi despre lupta românilor din Transilvania.
Iosif Blaga a trecut de la Stockholm la Christiania în Norvegia, iar în toamna anului 1918, împreună cu N. Bogdan și Constantin Lacea, au fost invitați de Take Ionescu la Paris. Aici, Blaga a contribuit la elaborarea unei hărți etnografice a Transilvaniei în cadrul Consiliului Național Român. De asemenea, împreună cu Constantin Lacea, Blaga a inspectat, în calitate de delegat al Consiliului Național, taberele de prizonieri români deținuți de francezi și americani, depunând eforturi pentru repatrierea acestora sau încadrarea lor în Legiunea română.
A fost deputat în Marea Adunare Națională de la Alba Iulia care a proclamat unirea Transilvaniei cu România la 1 decembrie 1918 și a fost ales membru în Marele Sfat Național Român, organul provizoriu al puterii de stat din Transilvania până la definitivarea unirii cu România, având un rol legislativ.
Iosif Blaga s-a reîntors la Brașov în 1919, reluându-și de la 1 septembrie postul de director al gimnaziului. El a reușit să salveze liceul din situația critică de după război, când biserica nu a mai putut să plătească salariile profesorilor, deoarece gimnaziul a mai funcționat câțiva ani ca școală confesională, iar din anul 1922 a primit numele ctitorului său, mitropolitul Andrei Șaguna, devenind Liceul „Andrei Șaguna“. La intervențiile sale, profesorii brașoveni au fost salarizați din bugetul statului, acest exemplu fiind urmat și de alte licee și școli confesionale românești. Sub conducerea lui au fost refăcute clădirile și internatul școlii, a crescut baza materială și au fost angajați noi profesori pentru a-i înlocui pe cei dispăruți în război sau plecați la școlile de stat ori la nou înființata Universitate românească „Regele Ferdinand I” din Cluj. De asemenea el a inițiat demersurile pentru echivalarea deplină a liceului cu școlile de stat, acțiune încheiată cu succes în anul 1925, după ce intervențiile sale au fost susținute și în Parlament.

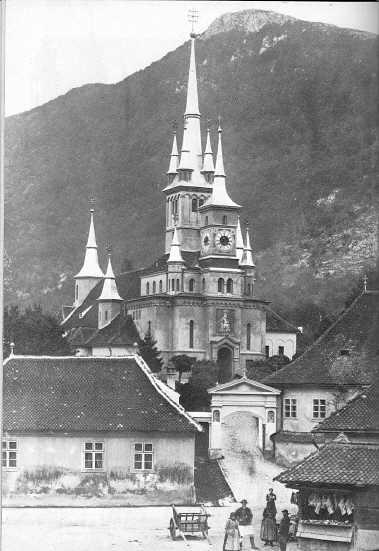
Biserica Sfântul Nicolae
din Șcheii Brașovului

Începând din toamna anului 1919, Iosif Blaga a fost senator în primul parlament al României unite, reprezentând Săcele în Senat. Ulterior el a devenit vicepreședinte al Senatului ca reprezentant al Partidului Național-Țărănesc, între anii 1928-1931.
El a fost și inspector-șef al regiunii a 5-a școlare (aprilie 1924-1925), membru și președinte al Eforiei școlilor românești ortodoxe din Brașov (1925-1937).
În data de 6 decembrie 1924, Iosif Blaga a fost hirotonisit protopop al Brașovului de către mitropolitul Nicolae Bălan. A predicat în Biserica Sfântul Nicolae din Șcheii Brașovului, dar și în bisericile din Prejmer, Hărman, Stupini și Satu Nou. Deși a condus până la moartea sa, timp de 13 ani, protopopiatul arhidiecezei ortodoxe române din Brașov, a rămas și directorul Liceului „Andrei Șaguna” până în anul 1928. El a fost, de asemenea, membru al Sinodului Arhidiecezan, al Congresului Național Bisericesc și al Consistoriului Mitropolitan.
Iosif Blaga a fost membru în secțiunea literară și științifică a Asociației Transilvane pentru Literatura Română și Cultura Poporului Român (ASTRA), și a publicat în revista Transilvania o serie de studii, majoritatea referitoare în special la instrucția școlară a tineretului. De asemenea, el a făcut parte din corporațiile administrative ale școlilor secundare din Brașov și a îndrumat, timp de mai mulți ani, conferințele învățătorilor din cercurile Miercurea Sibiului, Sebeșul Săsesc și Alba Iulia .
Între anii 1920-1937 a fost președintele Societății Balneare Băile Tușnad, contribuind la dezvoltarea stațiunii.
Iosif Blaga a fost unchiul lui Lucian Blaga, căruia i-a fost și profesor la gimnaziul din Brașov. De-a lungul multor ani, începând cu 1906, și-a pregătit elevii cărora le este „profesor principal”, în special pe cei din clasele mari, în vederea călătoriilor tradiționale de studii în străinătate, în special în Italia și Grecia. A consemnat într-unul dintre anuare prima excursie organizată de el, „Excursiunea școlară în Italia (1907)”, pe care a evocat-o nepotul său, Lucian Blaga, în Hronicul și cântecul vârstelor.
A încetat din viață la 2 iunie 1937 a fost îngropat în cimitirul bisericii „Cuvioasa Parascheva” – Groaveri din Brașov.

## Opera
Iosif Blaga a fost un lingvist militant, a susținut principiul fonetic, pledând pentru o ortografie unitară. Pentru necesități didactice a alcătuit în 1902 un manual de analize psihologice, bazat pe metoda inductivă. A scris studii de psihologie, pedagogie și estetică literară, precum și scurte biografii ale unor cărturari ardeleni: Iosif Vulcan, Virgil Onițiu, Alexandru Mocioni, Andrei Bârseanu, Andrei Șaguna, Alexandru Ciura, Vasile Saftu, Ion Ciurcu.
În fiecare din Anuarele Societății pentru Fond de Teatru Român, nr. V-XV, a publicat articole și critici despre mișcarea teatrală din Transilvania și a compus planurile de acțiune și regulamentele societății, pe care le-a alcătuit în calitate de secretar.
A scris „Teoria dramei”, conceput inițial ca manual de studiu pentru clasa a VII-a. Treptat, cursul a devenit un tratat amplu, sistematic, prima lucrare românească de proporții consacrată problemelor de estetică a literaturii dramatice. Pornită de la sursele preponderent germane (Gustav Theodor Fechner, Johannes Volkelt, Eduart von Hartmann, Robert von Zimmermann, August Kirschmann), lucrarea a fost apreciată pozitiv la apariție de Andrei Bârseanu, Mihail Dragomirescu și Dumitru C. Ollănescu-Ascanio, dar a generat și unele observații critice din partea profesorului brașovean Ghiță Popp, căruia însă autorul i-a dat o replică argumentată și bine documentată într-un articol amplu, „Din estetica tragicului” (1900).
- Teoria dramei, cu un tractat introductiv despre frumos și artă, Brașov, Ed. autorului, 1899, 321 p.; ediție nouă îngrijită, studiu introductiv, note și glosar de Serafim Duicu, Craiova, Editura Scrisul românesc, 1995, 280 p;
- Analise psichologice, lecțiuni de psihologie, Brașov, Tip. Ciurcu, 1902, VIII, 191 p.;
- Din estetica tragicului, vol. I-II, Sibiu, Tip. Arhidiecesană, 1900-1901;
- Psichologia voinței, în Revista Transilvania, nr.II, 1902;
- Societatea pentru Fond de Teatru Român și domnul Zaharia Bârsan, Brașov, 1907, 23 p.;
- Excursiunea Școlară în Italia, Brașov, Tip. Mureșianu, 1907, 56 p.;
- Excursia în Constantinopol și Grecia, Anuarul Școalelor Centrale Române greco-ortodoxe din Brașov, 1910/1911